# Oggebbio
Oggebbio là một đô thị ở tỉnh Verbano-Cusio-Ossola trong vùng Piedmont, có cự ly khoảng 130 km về phía đông bắc của Torino và khoảng 11 km về phía đông bắc của Verbania. Tại thời điểm ngày 31 tháng 12 năm 2004, đô thị này có dân số 922 người và diện tích là 20,2 km².
Oggebbio giáp các đô thị: Aurano, Brezzo di Bedero, Cannero Riviera, Castelveccana, Ghiffa, Porto Valtravaglia, Premeno, Trarego Viggiona.